# سیمای برگرفته
سیمای برگرفته یا سیمای وام‌گرفته (به انگلیسی: Borrowed scenery) (ژاپنی: shakkei، چینی: jièjǐng)؛ در اصل "ترکیب چشم‌انداز پس‌زمینه در ترکیب یک باغ" است که در طراحی باغ سنتی شرق آسیا یافت می‌شود. اصطلاح وام گرفتن چشم‌انداز ("shakkei") در اصل چینی است و در رساله باغ قرن هفدهم Yuanye پدیدار می‌شود.

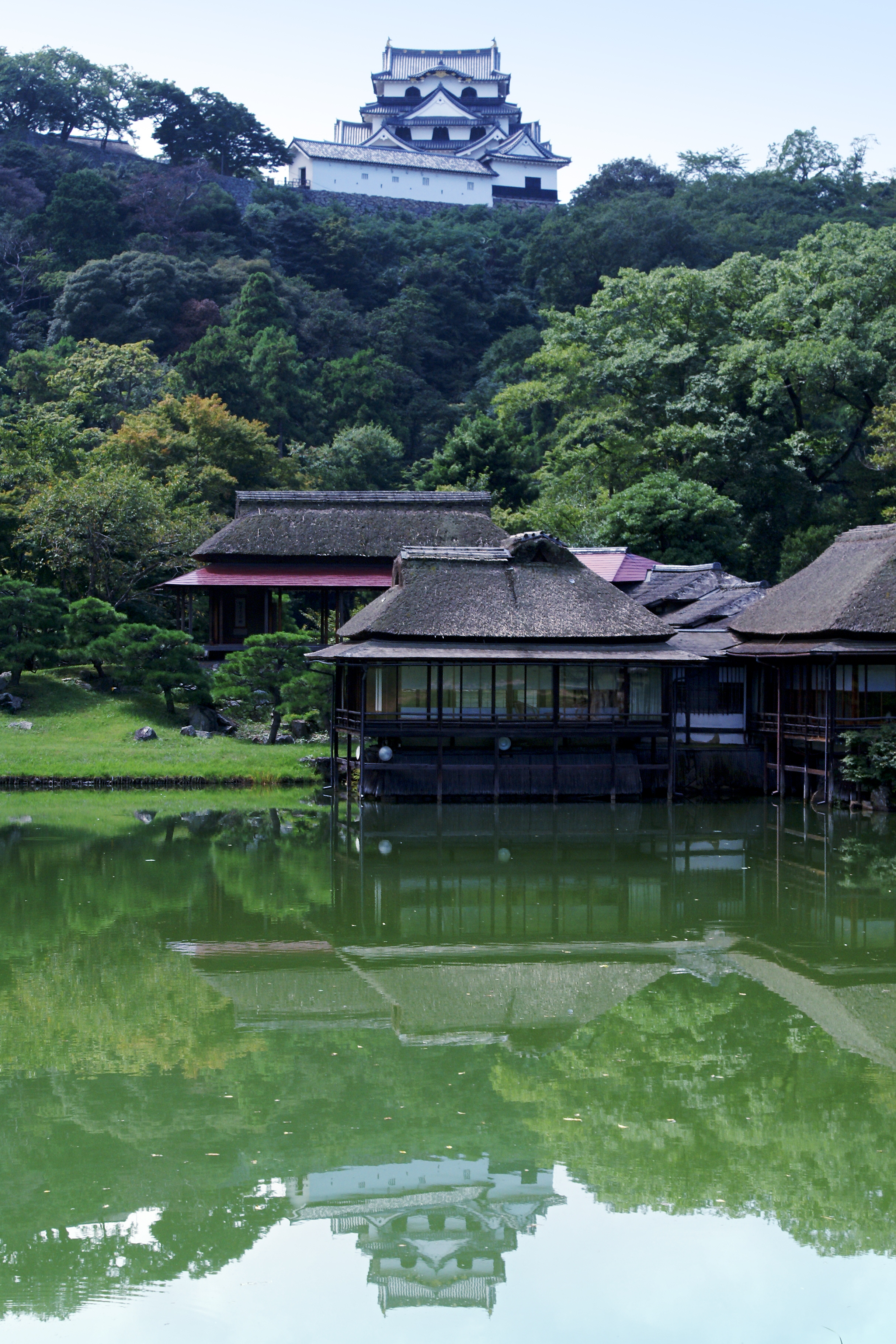
نمونه Shakkei از قلعه هیکونه در پس‌زمینه باغ Genkyū (玄宮園)